# Kobersdorf
Kobersdorf è un comune austriaco di 1 901 abitanti nel distretto di Oberpullendorf, in Burgenland; ha lo status di comune mercato (Marktgemeinde). Il 1º gennaio 1971 ha inglobato il comune soppresso di Lindgraben.